# Porco nilo-canastra
Porco nilo-canastra é um tipo de suídeo surgido no Brasil de porte médio.

## História
Desde o descobrimento do Brasil, os portugueses trouxeram diversos porcos de diferentes tipos que foram deixados no país em diferentes regiões, no que tiveram que se adaptar e sobreviver, desenvolvendo-se por séculos, resultando nos animais atuais. O porco nilo-canastra é resultado do cruzamento entre o porco caruncho (também chamado de porco nilo) com o porco canastra, porém há a hipótese de ser um descendente direito do famoso porco preto ibérico. Há controvérsias a respeito da definição do tipo, com alguns considerando que o porco nilo é a mesma coisa que nilo-canastra e outros não.

## Características
O porco nilo-canastra é de aptidão para banha, mas pode produzir carne de excelente qualidade. É uma raça excelente para produção de banha e toucinho, podendo chegar a 65 a 70% do peso em banha. Seu peso varia de 100 a 150 quilos em média, porém pode chegar a pesar 200 quilos. Em termos de aparência, são parecidos com o porco preto ibérico. Seus pelos são poucos ou ausentes. São animais muito rústicos.
Com a grande controvérsia a respeito do uso de gordura animal ou de gordura vegetal e suas consequências para a saúde humana que dominou a literatura científica nas últimas décadas, com recentes estudos indicando que a banha de porco não é prejudicial como se supunha antigamente com algumas pesquisas apontando que os óleos vegetais tem características que são prejudiciais a saúde, o mercado de banha de porco vem crescendo novamente aos poucos e raças produtoras de banha podem voltar a ser economicamente viáveis e importantes.

## Distribuição do plantel
O porco nilo-canastra se encontra presente nas regiões no centro-oeste, sudeste e sul do Brasil.

## Melhoramentos genéticos
A raça já passou por algumas tentativas de melhoramentos genéticos que, apesar de ter dado alguns resultados positivos, não puderam ser aproveitados com objetivos práticos, necessitando de mais estudos e novas tentativas.

## Valor genético
Um trabalho maior de seleção destes animais permitiria identificar a composição de seus genes e seu uso naquelas características consideradas vantajosas, aprimorando os próprios animais, outras raças ou a criação de novas raças adaptadas a diferentes finalidades ou biomas.